# Alejandro Otero
Alejandro Otero (El Manteco, estat de Bolívar, 7 de març de 1921 - Caracas, 13 d'agost de 1990) va ser un pintor i escultor veneçolà. Destaquen les seves obres escultòriques de gran mida, del gènere d'art cinètic. Va estudiar a l'Escuela de Artes Plásticas y Artes Aplicadas de Caracas entre 1939 i 1945. Després va viatjar a Nova York i París, on va concentrar-se en fer una revisió del cubisme a la seva sèrie titulada cafeteras. El 1955 aconsegueix un reconeixement internacional a la seva obra, gràcies a la seva obra sobre la profundització de la llum i els espais (Colorritmos). També va entrar al món de l'arquitectura amb diversos projectes a Caracas.

## Premis i reconeixements
- 1941: Primer Premi i Menció Honorífica, Concurs de Cartells, II Exposició del Llibre Veneçolà, Caracas.
- 1942: Premi de Mèrit Especial per a Alumnes de l'Escola d'Arts Plàstiques, III Saló Oficial Anual d'Art Veneçolà, Museu de Belles Arts, Caracas.
- 1945: Premi Andrés Pérez Mujica i Premi Emilio Boggio, III Saló Arturo Michelena, Ateneu de València, Edo. Carabobo.
- 1957: Premi CAVA, IV Saló D'Empaire, Maracaibo, Edo. Zulia. Premi John Boulton, XVIII Saló Oficial Anual d'Art Veneçolà, Museu de Belles Arts, Caracas.
- 1958: Premi Nacional de Pintura, XIX Saló Oficial Anual d'Art Veneçolà, Museu de Belles Arts, Caracas.
- 1959: Menció Honorífica, V Biennal de Sao Paulo.
- 1960: Primer Premi, II Saló Interamericà de Pintura, Barranquilla, Colòmbia.
- 1964: Premi Nacional d'Arts Aplicades (compartit amb Mercedes Pardo), XXV Saló Oficial Anual d'Art Veneçolà, Museu de Belles Arts, Caracas.
- 1966: Premi d'Esmalt (compartit amb Mercedes Pardo), Mostra Internacional d'Artesania Artística, Stuttgart, Alemanya.
- 1991: Menció Honorífica post-mortem, XXI Biennal de Sao Paulo